# アブー・バクル・フワーリズミー
アブー・バクル・フワーリズミーあるいはムハンマド・イブン・アフマド・フワーリズミー（Abū Bakr Muḥammad b. Aḥmad b. al-ʿAbbās al- Kātib al-Khwārazmī）は、10世紀のホラーサーン地方で活動した文人。百科事典編纂者。ハムダーン朝、サーマーン朝、サッファール朝、ブワイフ朝の宮廷に出仕した。著作に Mafātīḥ al-ʿulūm （諸学問の鍵）という題名の百科事典がある。

## 生涯
人物像についてはよくわかっていない。 935年にホラズムで生まれた。ホラズムは父の出身地でもある。母はタバリスターンのアーモルの生まれである。フワーリズミーは自分自身のことに言及するとき「フワーリズミー」と「タバリー」の両方を用い、別の文献では al-Tabarkhazmi, al-Tabarkhazi とも呼ばれている。フワーリズミーは著名な歴史家タバリーの甥であった可能性もある。フワーリズミーはブハラに宮廷のあったサーマーン朝に出仕していた時期がある。「書記」を意味する「カーティブ」のあだ名はブハラの宮廷で得たものである。
また、サーマーン朝の宮廷で働いていたころに、主著である Mafātīḥ al-ʿulūm を著した。本書はサーマーン朝のアミール、ヌーフ2世の宰相ウトビーのもとめに応じて書かれた百科事典である。官僚の参考書として利用されることが目論まれている。ウトビーに献呈された年が記されており、それによると成書は西暦977年前後である。フワーリズミーはニーシャープールの町にいたときに多くの書簡を書いており、その断片がいくつか残っている。当地では文才と学識で非常に高名になったが、西暦992年（ヒジュラ歴383年）にバディーウッザマーン・ハマダーニーが現れてからは、その名声に陰りが生じた。ハマダーニーは当時、新しい文体の散文で将来を期待された青年であった。最初はニーシャープールで有名になり、その後、アラビア語圏全体で名を成した。ハマダーニーが切り開いた表現形式は「マカーマ」と呼ばれる文学ジャンルへと発展した。フワーリズミーとハマダーニーは競い合ったが、侮辱の応酬になり、最終的に仲が決裂した。

## 著作
アラビア語文法に関する著作 Kitāb kifāyat al-Mutaḥaffiẓ の著者がフワーリズミーに帰せられている。しかし、その名をもっとも有名にしているのは、初期イスラーム世界の諸科学の集大成ともいえる Mafātīḥ al-ʿulūm である。Mafātīḥ al-ʿulūm は、詳細には、辞書のパートと百科事典のパートに分かれている。イスラーム科学を記述しようとする試みとしては、最初のものである。扱う分野は、数学、化学、医学、気象学も含む。

### 刊本と翻訳
Mafātīḥ al-ʻulūm は、英語へは一部しか翻訳されていない。以下は、近代以降の刊本などの文献リストである。
- Gerlog van Volten (ed), Kitāb Liber Mafātīḥ al-ʻulūm, Leiden, Brill, 1895 (in Arabic, with an introduction in Latin)- many reprints.
- Al-Khashshāb, Y. and al-ʻArīnī, B., ضبط وتحقيق الالفاظ الإستلهية التنخية الواردة فى كتاب مفاتبح العلوم للخورزم / /ليحيى الخشاب، الباز العريني. [Ḍabṭ wa-taḥqīq al-alfāẓ al-istilahiyah al-tankhiyah al-wāridah fī kitāb Mafātīḥ al-ʻulūm lil-Khuwarizmi] Controlling and realizing the developmental vocabulary contained in the book of Mufatih, Cairo, 1958 (Arabic)
- Khadivjam, H., Tarjumah-ʼi Mafātīḥ al-ʻulūm, Tehran, Markaz-i Intishārāt-i ʻIlmī va Farhangī, 1983 (in Persian and Arabic).
- Al-Ibyari, I., Mafātīḥ al-ʻulūm, Beirut, 1984
- Bosworth, C.E.,“Abū ʿAbdallāh al-Khwārizmīon the Technical Terms of the Secretary’s Art”, Journal of the Social and Economic History of the Orient, vol. 12, pp 112–164 (reprinted in Medieval Arabic Culture, no. 15, London, 1983. - annotated translation of the 4th chapter of Mafātīḥ al-ʻulūm (English)
- Bosworth, C.E. (1977). “AL-ḪWĀRAZMĪ ON THEOLOGY AND SECTS: THE CHAPTER ON KALAM IN THE MAFĀTĪḤ AL-ʿULŪM”. Bulletin d'études orientales 29:  85–95. JSTOR 41604610. OCLC 12768086.
- Hajudan, H., A Persian Translation of Mafātīḥ al-ʻulūm, Tehran, 1928 (in Persian)
- Farmer, H.G.,”The Science of Music in the Mafatih Alulum” in: Transactions of the Glasgow University Oriental Society, vol. 17, 1957/8, pp 1-9translation of Section 7, Part 2 (English)
- Unvala, J.M., "The Translation of an Extract from Mafatih aI-Ulum of al-Khwarazmi," The Journal of the K.R. Cama Institute, vol. XI,1928 (English)
- Seidel, E., "Die Medizin im Mafātīḥ al-ʻulūm", SBPMSE, vol. XLVII, 1915, pp 1–79 (in German, with extensive commentary)
- Weidemann, B., “Über die Geometrie und Arithematik nach den Mafātīḥ al-ʻulūm, ”SBPMSE, vol, 40, 1908, pp 1-64 (German)